# Дом О. С. Толоконниковой
Дом О. С. Толоко́нниковой — памятник архитектуры, расположенный в городе Москве.

## История
Здание возведено в конце XVIII — начале XIX века.
Первую реконструкцию постройка претерпевает в 1840-х годах, во время которой появился угловой вход, сохранявшийся довольно продолжительное время, во дворе были возведены новые служебные постройки, изменилось оконное оформление. Внутреннее убранство здания также неоднократно переделывалось.
В 1852 году дом перешёл во владение московского купца Соловьёва Григория Кирилловича. Следующим хозяином архитектурного сооружения стал некий Салов, завещавший в 1889 году свои владения церкви Воскресения Словущего, расположенной в Монетчиковском переулке. Церковь являлась законным владельцем особняка до Октябрьской революции.
В послереволюционные годы полукруглое окно на барабане приобрело прямоугольную форму. В настоящее время здание имеет колонны коринфского ордера, пилястры на боковых фасадах и вход с тыльной стороны постройки. Увеличилась высота особняка, изменились и наличники окон.
Дом О. С. Толоконниковой является объектом культурного наследия федерального значения.